# 티브이데일리
TV Daily는 대한민국의 연예전문 인터넷 신문이다.

## 연혁
- 2015

```
: 중문잡지 <한시쿠러> 창간
```

- 2014

```
:코스닥 기업 KMH에 인수되어 KMH 계열사로 편입. 
:아시아경제신문,아시아경제TV, 스포츠투데이와 더불어 KMH 계열 미디어그룹을 형성
```

- 2013

대만 Next TV Broadcasting Ltd 영상전송 계약
중국 상해지국 개국예정
- 2012

벤처기업 재인증 획득
Naver TV cast 영상전송계약
산케이신문과 일본지국 kantame daily 공동 창간
카카오톡 중화권 플러스친구 론칭
KBS 기사전송 계약
광주 충장로 '아이돌 페스티벌' : 광주방속(KBC) 공동주관
홍콩 Hong Kong Ecocomic Times Limited 사진계약
야후 SEA 영문기사 전송계약
- 2011

Naver me2day 중화권 프로모션 계약
조인스MSN 기사정송 계약
SK텔레콤 T-store, T smart daily 뉴스공급계약
Daum 제휴 - KBS '안녕하세요' 생방송 영상중계 독점 서비스 계약
제14회 보령머드 축제 개막식 축하공연 주관사
중국 Sina.com 가시전송 계약
중화권 전용 안드로이드 및 아이폰용 애플리케이션 개발
태국 다이렉트TV사 컨텐츠 제휴 및 엔터테인먼트 사업 MOU
.
.
.